# Nicolae Ceaușescu
Nicolae Ceaușescu (/nikoˈla.e t͡ʃe̯a.uˈʃesku/ ), né le 26 janvier 1918 à Scornicești et mort le 25 décembre 1989 à Târgoviște, est un homme d'État roumain.
Après la mort de Gheorghe Gheorghiu-Dej, en 1965, il accède à la tête du pays en devenant secrétaire général du Parti communiste roumain (PCR). Il est élu président de la république socialiste de Roumanie par la Grande Assemblée nationale de Roumanie en 1974 (réélu en 1980 et 1985) et exacerbe le culte de la personnalité, dont il sera le dernier dirigeant et dont la police politique nommée Securitate forme l'armature. Il se décerne les titres de « Conducător », « génie des Carpates » et « Danube de la pensée », et pratique le népotisme.
Le régime communiste qui a été mis en place le 6 mars 1945, et dont Ceaușescu est l'ultime dirigeant, s'effondre le 22 décembre 1989, lors du coup d'État faisant suite aux révoltes de la population débutées à Timișoara. Trois jours plus tard, le 25 décembre 1989, Nicolae Ceaușescu et son épouse Elena sont jugés, condamnés et exécutés à l'issue d'une procédure expéditive semblable à celles que le régime utilisait contre les opposants et les dissidents.

## Biographie

### Jeunesse
| - Nicolae Ceaușescu à 18 ans (1936). - Elena Ceaușescu, son épouse. |

Nicolae Ceaușescu naît dans le village de Scornicești dans le județ d'Olt, le troisième d'une famille paysanne de dix enfants (dont un meurt en bas âge). Il est le fils d'Andruță Ceaușescu (1886-1969) et d'Alexandrina Ceaușescu, née Lixandra Badea (1888-1977). Son père, Andruță Ceaușescu, est un fermier propriétaire de trois hectares de terres agricoles et de bétail : ce n'est pas un prolétaire (terme réservé aux ouvriers agricoles sans terre) mais, selon le nomenclateur social marxiste-léniniste, un mijlocaș (paysan moyen). Nicolae étudie à l'école du village jusqu'en 1929, et sait lire et écrire quand il fuit définitivement son père, brutal et alcoolique, à l'âge de onze ans. Il s'installe à Bucarest la même année et y vit avec sa sœur, Niculina Rusescu. Apprenti cordonnier, il est vite « connu des services de police ». Selon l'histoire officielle, il est d'origine prolétarienne et adhère au Parti communiste de Roumanie dès 1932, avant d'être arrêté l'année suivante pour activités séditieuses au cours d'une grève, puis de nouveau en 1934 pour avoir collecté des signatures pour une pétition contre un procès à l'encontre de cheminots, et encore en 1936 pour activités anti-fascistes. Sa fiche de police présentée de 1972 à 1989 dans tous les musées d'histoire de Roumanie, contenait les appréciations suivantes : « dangereux agitateur communiste » et « activiste de la propagande communiste et anti-fasciste ». Mais après 1989, plusieurs biographies indiquent qu'il aurait été arrêté pour des affaires de droit commun, et que c'est dans la prison de Doftana qu'il aurait connu des communistes et qu'il les aurait rejoints, en 1937 ou 1938, deux ans avant l'instauration du régime fasciste,,,.
En 1939, il fait la connaissance d'Elena Petrescu, fille d'un cafetier, qui devient son épouse en 1946 et qui connaît la même ascension et la même chute finale. Soucieuse d'égalité hommes-femmes, son influence et son rôle grandissent au fil des années.
En 1940, Nicolae Ceaușescu est à nouveau arrêté et emprisonné, ce qui lui évite la mobilisation. En 1943, il est transféré au camp d'internement de Târgu Jiu, où il fait la connaissance de Gheorghe Gheorghiu-Dej, dont il devient le protégé. Il fait dès lors partie de l'« aile nationale » du Parti communiste roumain, dite aussi « aile des emprisonnés », par distinction de l'« aile moscovite », dite aussi « aile des parachutés », dont les membres, réfugiés à Moscou pendant la guerre et employés par le Komintern et le Kominform, sont revenus par avion en Roumanie fin août 1944 (non sans avoir auparavant été « purgés » par Staline). Il est libéré, avec les autres prisonniers politiques, à la suite du coup d'État du 23 août 1944, qui renverse le maréchal Antonescu.

### Ascension vers le pouvoir

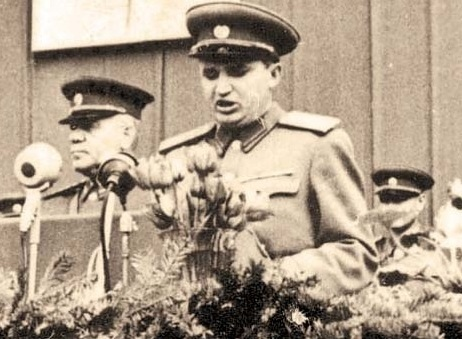
Nicolae Ceaușescu, alors militaire et commissaire politique, en 1954.

À la fin de la Seconde Guerre mondiale, alors que la Roumanie est occupée par l'Union soviétique, il devient secrétaire de l'Union des jeunesses communistes (1944-1945).
Après la prise du pouvoir par les communistes le 6 mars 1945 et l'abolition de la monarchie en décembre 1947, il devient successivement ministre de l'agriculture, puis ministre délégué aux forces armées de la République populaire roumaine sous la direction de Gheorghe Gheorghiu-Dej. En 1952, quelques mois après l'éviction de la ministre des Affaires étrangères Ana Pauker, il est nommé au comité central du Parti ouvrier roumain (nom du PCR à l'époque).
En 1954, Nicolae Ceaușescu est promu au bureau politique et son influence s'accroît jusqu'à faire de lui le « numéro deux » du parti.

### Exercice du pouvoir

#### Arrivée à la tête de l'État
En mars 1965, trois jours après la mort de Gheorghe Gheorghiu-Dej, Nicolae Ceaușescu est coopté comme premier secrétaire du Parti ouvrier roumain. L'une de ses premières décisions est de changer le nom du parti en « Parti communiste roumain » et de déclarer que son pays, plutôt qu'une « république populaire », est désormais la « république socialiste de Roumanie ». Ceaușescu consolide sa position en se faisant élire, en 1967, président du Conseil d'État. En 1974, il ajoute à sa liste de titres officiels celui de président de la République.

#### Culte de la personnalité

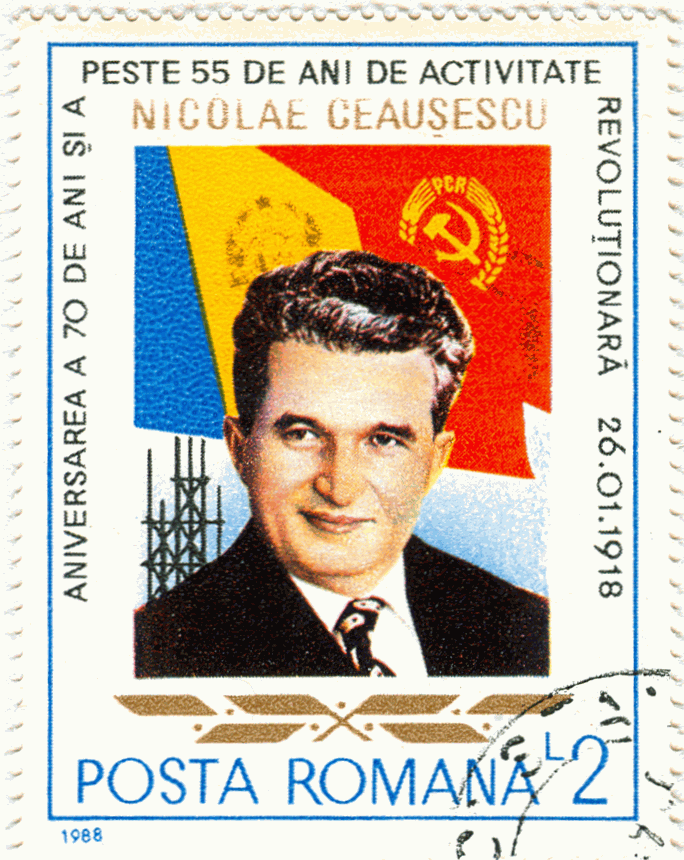
Timbre postal à l'effigie de Nicolae Ceaușescu, diffusé en 1988 pour les 70 ans du dictateur.

Ceaușescu reprit le qualificatif de « Conducător » (guide) jadis employé par le dictateur fasciste Ion Antonescu, et y ajouta d'autres qualificatifs reprenant la géographie roumaine : « génie des Carpates » (Geniul Carpaților) et « Danube de la pensée » (Dunărea gândirii). Il mit également en scène son action politique dans une perspective historique le positionnant comme l'héritier des luttes nationales des grands princes roumains : Michel le Brave et Étienne le Grand.
L'épouse du dictateur, Elena, fut associée à ce culte de la personnalité en étant présentée par la propagande du régime comme « docteur, académicienne et scientifique de renommée internationale », alors qu'elle avait seulement une formation de couturière et que sa culture générale était lacunaire. Elle fut également promue à des fonctions ministérielles importantes : elle devint vice-Première ministre à partir de 1980.
Le culte de la personnalité déployé autour du couple Ceaușescu fut décliné sous toutes les formes : ouvrages, films, émissions de télévision, concours de poésies, peintures, spectacles chorégraphiques, etc.
Les slogans du régime sont moqués sur les murs des villes : ainsi, l'omniprésent « Ceaușescu-Eroism, România-Comunism » (« Ceaușescu : héroïsme ; Roumanie : communisme ») est inversé en « Ceaușescu-Comunism, România-Eroism » (« Ceaușescu : communisme ; Roumanie : héroïsme »). Pour autant, aucune critique des dirigeants n'est tolérée : de sévères peines de prison ou de camp sont prononcées contre les citoyens protestataires (accusés de « sabotage ») et les écrivains dissidents, comme Virgil Ierunca, Paul Goma ou Virgil Tănase, exilés à Paris, ne sont pas à l'abri des tentatives de meurtre de la Securitate, la police politique du régime.
Le népotisme est également une caractéristique de l'époque Ceaușescu : outre son épouse, d'autres membres de leurs familles respectives bénéficient de multiples avantages matériels et honorifiques. Leur plus jeune fils, Nicu (1951-1996), premier secrétaire des Jeunesses communistes et héritier politique présomptif, profita des largesses du régime communiste. Sa réputation de grand amateur de femmes et d'alcool fut mise en avant lors de la révélation (a posteriori de la révolution de 1989) que sa relation avec la gymnaste Nadia Comăneci (triple championne olympique aux Jeux d'été de Montréal en 1976) avait été imposée par le régime[réf. nécessaire]. Les autres enfants, Valentin (né en 1948) et Zoia (1949-2006), ont l'un et l'autre des diplômes universitaires en physique ou en mathématiques. Or, seule Zoia était une vraie mathématicienne, auteur d'une trentaine d'articles publiés dans des revues d'audience internationale. On considère généralement qu'elle se tenait à l'écart des affaires publiques et qu'elle a contribué à protéger la communauté mathématique roumaine durant la dictature de son père, permettant à la Roumanie de continuer à former des mathématiciens de premier plan, conformément à sa tradition. Zoia entra d'ailleurs très vite en conflit avec son père, allant même jusqu'à renier son nom de famille (elle se faisait appeler uniquement « Mademoiselle Zoia »). Nicolae Ceaușescu la fera alors surveiller en permanence par la Securitate.
Valentin resta, lui, totalement à l'écart du pouvoir, qui ne l'intéressait pas. Il était en opposition constante avec ses parents, qui n'hésitèrent pas à le rejeter, et s'était marié avec Iordana (dite Dana) Borilă, fille de Petre Borilă, l'un des plus sérieux rivaux de son père au sein du parti. Ses parents désapprouvèrent cette union. Ce comportement rebelle explique certainement les rumeurs colportées à son sujet sur la prétendue absence de liens de parenté entre lui et le couple Ceaușescu. Ces rumeurs semblent infondées puisque, à la demande de Valentin lui-même, des analyses d'ADN ont été réalisées sur les restes des époux Ceaușescu à des fins d'identification en novembre 2010. Il s'exilera pendant plusieurs années avec sa femme et ses enfants au Canada. Revenu en Roumanie dans les années 1980, il s'investira dans la direction du club de football Fotbal Club Steaua Bucarest, aux côtés de son oncle paternel Ilie.
Actifs ou passifs en politique, alliés ou rivaux, les membres du « clan » Ceaușescu-Petrescu étaient représentatifs de la « nomenklatura », dont ils partageaient le mode de vie et les pratiques, et qui, avec les parentèles collatérales n'exerçant pas d'aussi hautes responsabilités, mais bénéficiant des mêmes avantages, représentaient les 15 à 20 % de la population ayant tiré profit de la dictature. Après la « libération de 1989 », les médias désormais libres ont beaucoup exagéré ces privilèges, qui ne paraissaient exorbitants qu'en comparaison de la vie des citoyens ordinaires : en fait, la « nomenklatura » roumaine et même la famille Ceaușescu n'étaient propriétaires d'aucun bien ni de comptes à l'étranger, mais bénéficiaient selon une priorité proportionnelle aux responsabilités exercées, de l'usufruit des nombreux biens du Parti communiste roumain et d'autres institutions (villas, hôtels, discothèques, bars, restaurants, fermes, magasins, voitures, bateaux, avions, cliniques, divers services réservés aux nomenklaturistes et aux touristes venus de l'Ouest). Leur vie, sans pénuries ni files d'attente, avec libre accès à l'information, aux voyages y compris à l'étranger, et un niveau de consommation comparable à celui des classes moyennes des pays développés, n'avait rien de luxueux aux yeux de leurs visiteurs occidentaux, qui, suivant des circuits bien balisés et étant hébergés dans des résidences interdites aux citoyens ordinaires, ignoraient la situation de ces derniers,,.

#### Relations internationales

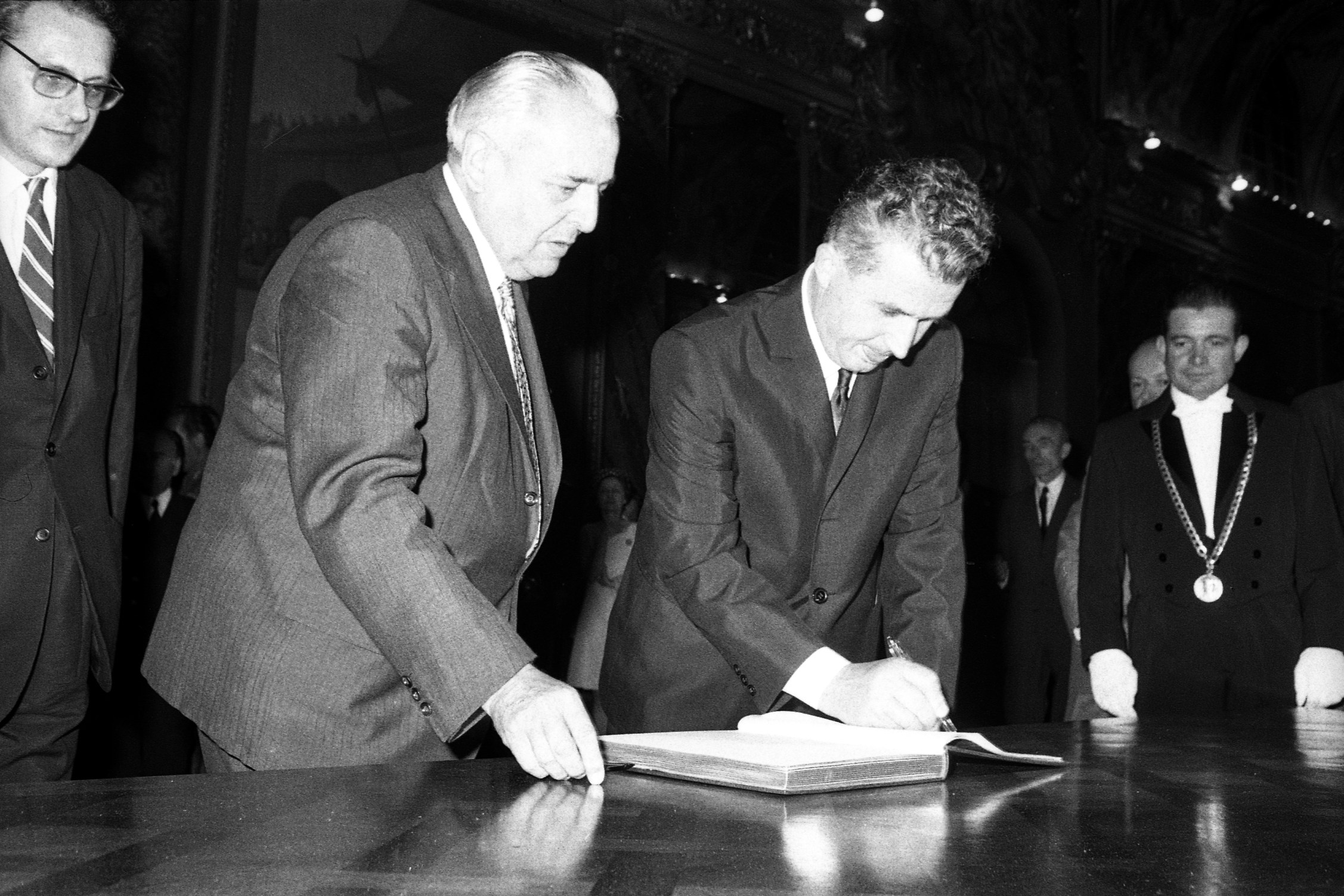
Nicolae Ceaușescu à la mairie de Toulouse en 1970, pour le livre d'or.

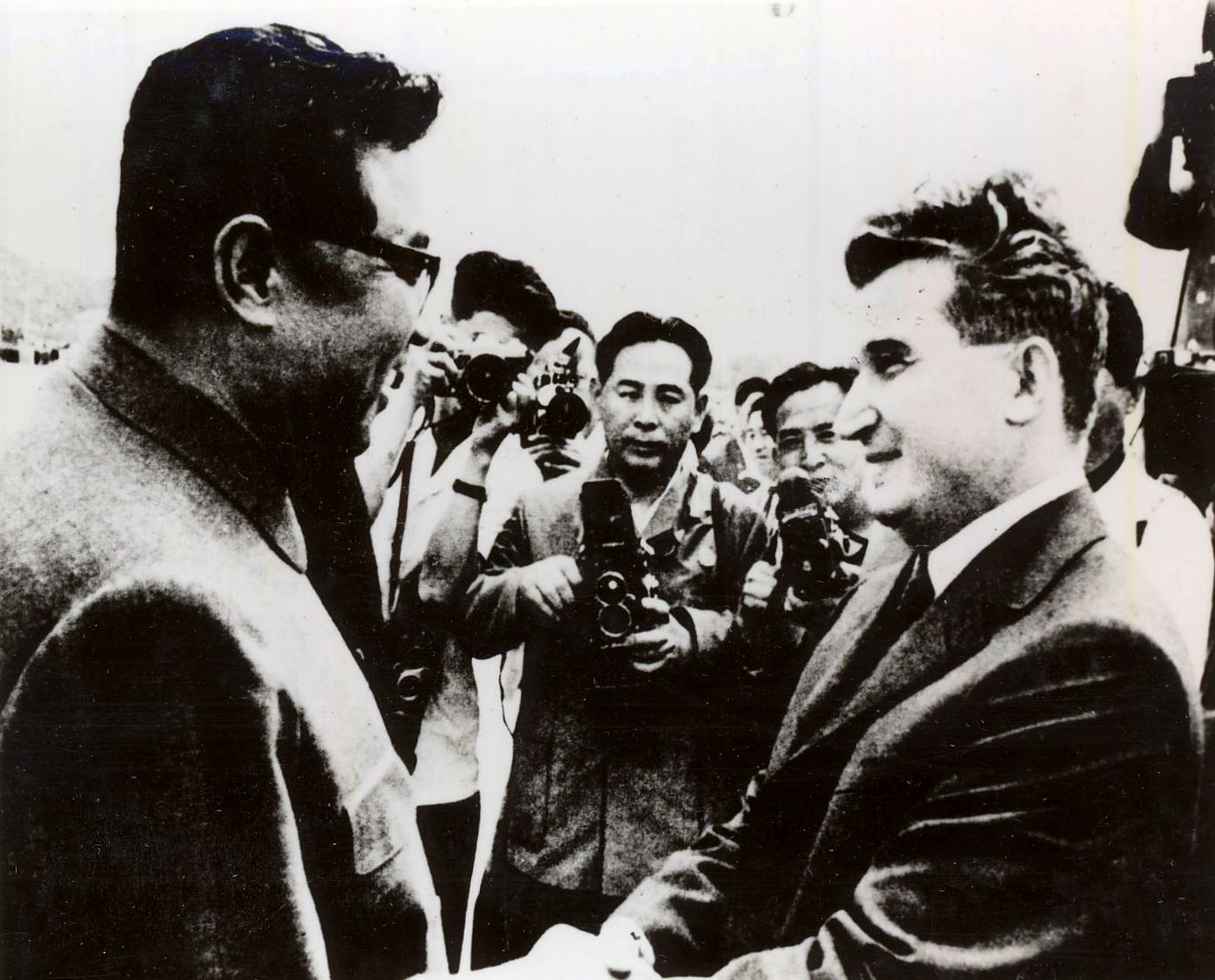
Nicolae Ceaușescu et Kim Il-sung en 1971.

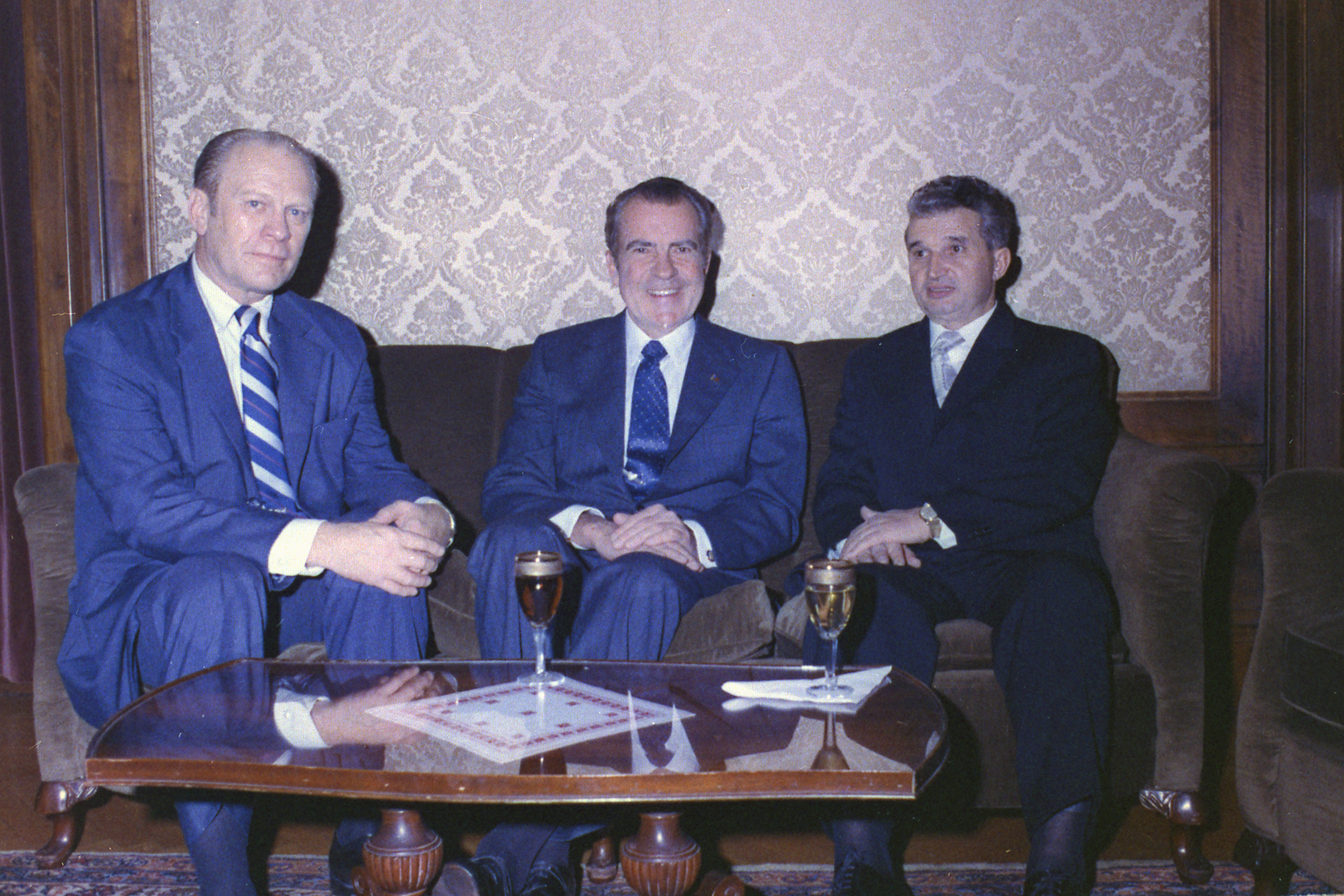
Nicolae Ceaușescu en compagnie de Gerald Ford et Richard Nixon en 1973.

En politique étrangère, la popularité du régime Ceaușescu sur la scène internationale est à son zénith : la Roumanie est le seul pays du bloc de l'Est qui ne participe pas à l'invasion de la Tchécoslovaquie par le pacte de Varsovie en 1968 à la suite du Printemps de Prague (que Ceaușescu avait d'ailleurs soutenu) et qui ne rompt pas ses relations diplomatiques avec Israël après la guerre des Six Jours. Ceaușescu conclut alors un traité de défense avec la Yougoslavie et refuse de prendre parti dans la querelle intestine communiste qui oppose l'Union soviétique et la Chine. Du 14 au 19 mai 1968, Nicolae Ceaușescu reçoit la visite du président français, Charles de Gaulle, acclamé à Bucarest. En 1969, le président américain, Richard Nixon, se fait également acclamer à Bucarest, alors qu'il passait dans son pays pour un bourreau de Vietnamiens et de soldats américains, dans le contexte de la guerre du Viêt Nam. La Roumanie sera cette année-là le seul pays du bloc de l'est à diffuser les images du premier homme marchant sur la lune. En 1977, Ceaușescu reçoit successivement Menahem Begin, le Premier ministre israélien, et Anouar el-Sadate, le président égyptien, avant leur rencontre historique, qui eut lieu le 20 novembre 1977. Dans ses mémoires publiés sous le titre Horizons Rouges, le général Ion Pacepa (chef des services secrets roumains passé à l'ouest en 1978, transfuge) explique que Ceaușescu voulait donner au monde une image positive de son régime et de la Roumanie, en se posant comme médiateur et homme de paix dans le conflit israélo-palestinien. Mais en coulisse, le dictateur avait noué des liens secrets avec l'OLP de Yasser Arafat, apportant un soutien logistique et financier aux opérations militaires de l'OLP, mais aussi au Fatah d'Abou Nidal. Le groupe Baader-Meinhoff aurait aussi bénéficié de l'aide de Ceaușescu. Pacepa précise que si Ceaușescu a entretenu des relations diplomatiques avec Israël, c'était dans un but intéressé puisqu'il s'agissait d'accorder des visas d'émigration aux Juifs de Roumanie contre de conséquentes sommes d'argent. Selon Pacepa, Ceaușescu a déclaré un jour : « Notre meilleur produit d'exportation, ce sont les Juifs ».
En 1978, de fortes tensions entre la Roumanie et ses alliés du pacte de Varsovie éclatent lorsque trois des six pays membres du pacte rappellent leurs ambassadeurs en consultations pour protester contre la politique étrangère indépendante de Ceaușescu. Ceaușescu donne son aval à la participation de la Roumanie aux Jeux olympiques d'été de 1984 à Los Angeles, qui sont pourtant boycottés par l'immense majorité des pays du bloc de l'Est. La Roumanie est le premier des pays de l'Est à entretenir des relations officielles avec la Communauté économique européenne : un accord incluant la Roumanie dans le système de préférences généralisées de la Communauté est signé en 1974 et un autre, sur les produits industriels, en 1980. Mais l'« affaire Ariana » (des agents de renseignement roumains font passer des informations aux Soviétiques) montre, dans les années 1980, que cette politique « indépendante de Moscou » n'est qu'une façade : la Roumanie ne semble prendre ses distances que pour mieux assumer le rôle d'« ambassadeur » du bloc de l'Est auprès des puissances infréquentables par celui-ci. Et à l'intérieur du pays, refuse de mettre en œuvre la moindre réforme d'inspiration libérale, suivant en cela la position de Gheorghe Gheorghiu-Dej : au contraire, il accroît la mainmise de la Securitate, qui ne tolère aucune opposition interne, sur la société.

#### Durcissement du régime

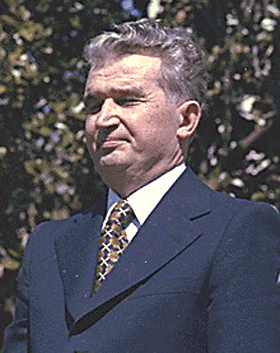
Nicolae Ceaușescu, lors d'une visite aux États-Unis, le 12 avril 1978.

Lors de son accession au pouvoir en 1965, Ceaușescu mène une politique plus détendue que celle de son prédécesseur Gheorghiu-Dej : une modeste libéralisation s'amorce dans le domaine politique (moins de répression) et économique (plus d'autogestion), tandis que le népotisme et le clientélisme sont des phénomènes bien moins présents qu'ultérieurement. Les résultats économiques sont notables et les rapports diplomatiques avec des puissances occidentales favorisent un climat international moins tendu. Cependant, le régime se transforme progressivement pour laisser place à une autocratie de plus en plus prégnante. Le début des années 1970 peut être considéré comme le tournant du régime.
En 1971, Ceaușescu se rend en visite officielle en république populaire de Chine, puis en Corée du Nord. Il manifeste un grand intérêt pour l'idée de la « transformation nationale totale », telle que développée dans le programme politique du Parti du travail de Corée ou telle que l'avait mise en œuvre la Chine durant la révolution culturelle. Peu après son retour en Roumanie, il commence à imiter la dictature nord-coréenne, influencé par la « philosophie du Juche » du président Kim Il-sung, faisant traduire en roumain, et largement distribuer dans le pays, divers ouvrages consacrés au Juche et à la création idéologique de l'homme nouveau roumain, façonné à la fois par le communisme et l'héritage national.
En 1978, le lieutenant général Ion Mihai Pacepa, vétéran de la Securitate, fait défection et se réfugie aux États-Unis, ce qui porte un sévère coup au régime et contraint Ceaușescu à revoir toute l'« architecture » de sa police secrète. En 1986, Pacepa révèle, dans son livre Red Horizons: Chronicles of a Communist Spy Chief, plusieurs détails sur le régime de Ceaușescu, comme ses entreprises d'espionnage industriel aux États-Unis et ses efforts pour obtenir le soutien des pays occidentaux.

#### «National-communisme»

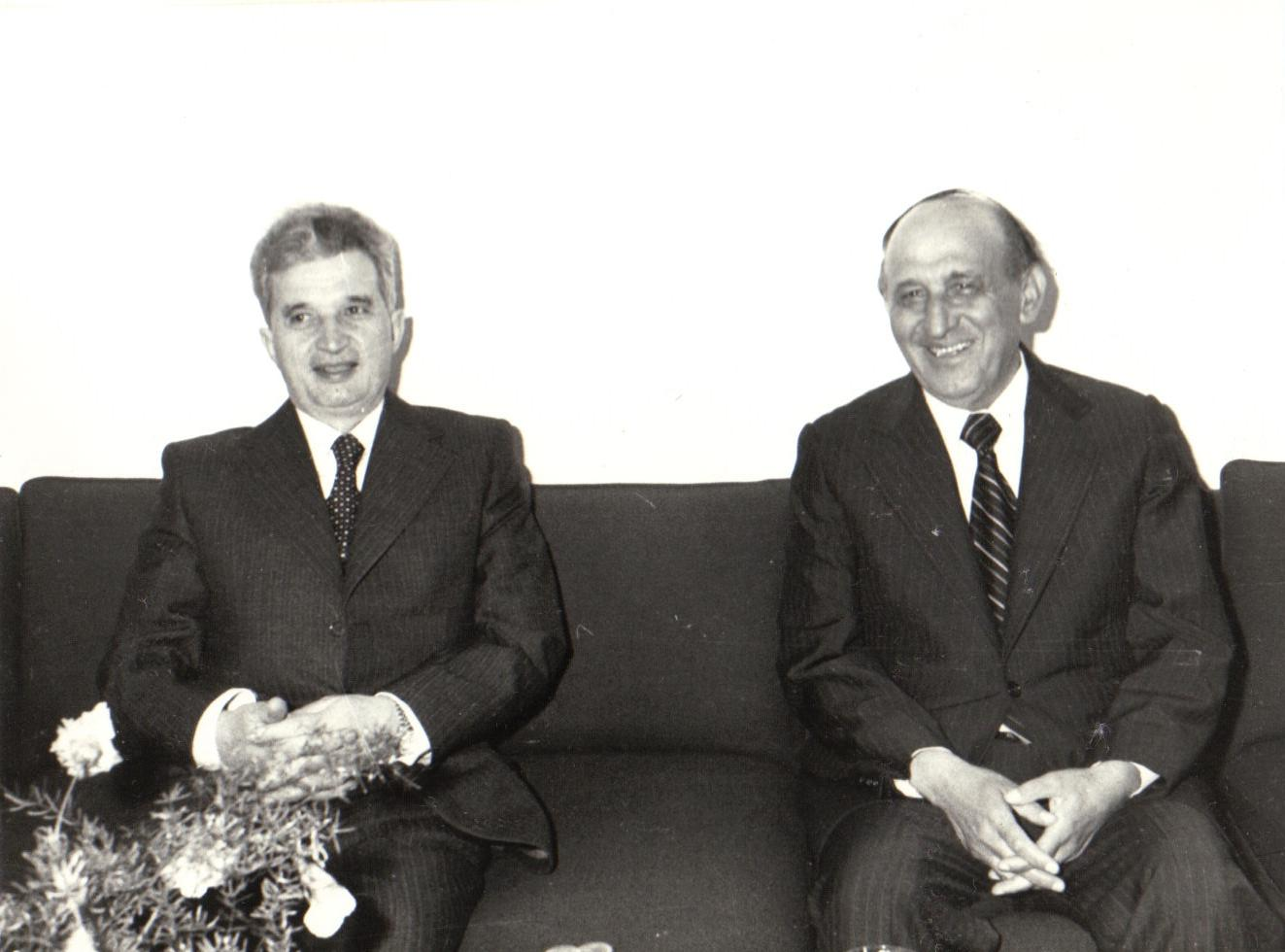
Avec le président bulgare, Todor Jivkov, en 1979.

La symbolique identitaire d'ordre national est jointe au communisme dans le régime du Conducător : l'historienne française Catherine Durandin a qualifié cette idéologie de « national-communiste ». Cet apport tente de légitimer un pouvoir rejeté par la population, en s'appuyant sur des personnages historiques comme Burebista, roi des Daces dans l'Antiquité, et les souverains des principautés roumaines médiévales comme Alexandre le Bon et Étienne le Grand de Moldavie, ou encore Mircea l'Ancien, Vlad Țepeș et Michel Ier le Brave de Valachie.
Nicolae Ceaușescu contrôle étroitement la recherche historique et favorise le protochronisme, courant pseudo-historique, au détriment de l'histoire scientifique vérifiable, démontrable et conforme aux sources. Dans les régimes communistes, l'histoire est réinterprétée dans l'optique du marxisme-léninisme ; l'idéologie de Ceaușescu y ajoute le protochronisme qui projette dans le passé l'isolationnisme du régime, en postulant que la civilisation dace n'a pas reçu d'apports extérieurs et n'en avait nul besoin, mais a au contraire elle-même influencé Athènes, Rome et toute l'Europe de l'Atlantique à l'Oural. À certains noms de villes sont accolés le nom antique : Cluj-Napoca, Drobeta-Turnu Severin ; d'autres villes sont renommées au contraire pour commémorer des événements ou des personnages modernes liés au communisme : 23 august, 6 martie ou Gheorghe Gheorghiu-Dej. Certains noms sont également modifiés (Tatanir au lieu de Tatomiresti). Ce nationalisme de façade se renforce à partir de 1977 alors que la crise économique se profile à l'horizon et que le régime cherche des dérivatifs : à cette période non seulement la majorité roumaine mais aussi les minorités subissent des pressions politiques et culturelles, notamment la plus nombreuse, celle des Magyars, qui voit disparaître les cours en hongrois dans les lycées et les universités, et dont la persécution est alors prise en compte par Amnesty International,.
En pratique, l'instrumentalisation de l'identité roumaine par le Conducător se traduit par des festivals en costumes historiques et des discours « fleuves » sur l'histoire du pays. Ainsi, en 1980, est organisée une célébration du 2 050e anniversaire du début du règne de Burebista, roi dace, au motif qu'il eût créé le premier « État centralisé » de Dacie (en fait, il n'a fait que fédérer les tribus daces pour s'immiscer dans la troisième guerre de Mithridate contre la république romaine, et cette confédération ne lui a pas survécu),.

#### «Systématisation»
Signe du caractère factice de ce nationalisme,, pendant ce même temps sur le terrain, le patrimoine culturel, architectural et paysager du pays subit à partir de 1972 de profondes atteintes. Des centaines de villages, de bourgades et de monuments sont démolis. Ces destructions incluent des monuments historiques, des centres historiques de villes. Ce patrimoine est jugé comme obsolète et symbole de l'ancienne oppression du prolétariat par la bourgeoisie. Le Conducător veut les remplacer par des barres de béton, des habitations de masse selon les préceptes des architectes Cezar Lăzărescu et Anca Petrescu, eux-mêmes affirmant s'inspirer des principes de Le Corbusier et de Ricardo Bofill. Dans les campagnes, des centaines de villages sont également démolis et remplacés chacun par quelques immeubles collectifs, cette politique affirmant s'inspirer du principe de la « systématisation du territoire (en) » (sistematizarea) et de la « réduction des inégalités entre la ville et la campagne » prônée par Friedrich Engels. À Scornicești, seule la maison natale du dictateur échappe à la destruction des vieilles maisons.
En pratique, le but poursuivi est de contrôler plus facilement la population et ses réseaux sociaux et économiques informels (clés de sa survie) ; les immeubles en question sont le plus souvent inachevés, mal isolés, l'eau courante et le gaz n'ont pas assez de pression pour parvenir aux étages, les chaudières insuffisamment puissantes tombent en panne l'hiver et les habitants sont ainsi forcés de pallier eux-mêmes tous ces inconvénients, non sans risques techniques (fuites, incendies, explosions de gaz) mais aussi politiques et pénaux (ces activités interdites étant assimilées à du « sabotage »). Conçue comme un moyen de parvenir à une « société socialiste multilatéralement développée », cette ambitieuse politique vise à placer la Roumanie dans le peloton de tête des pays approchant la « société communiste » qui, dans l'optique marxiste de l'évolution des sociétés, succède à la « société socialiste » qui elle-même succède à la « société populaire » issue de la « révolution prolétarienne » ayant abattu le « capitalisme », stade ultime de l'évolution des sociétés d'exploitation de l'Homme par l'Homme (stade précédé par le féodalisme et l'esclavagisme).
La systématisation est la plus visible à Bucarest même, où environ un cinquième de la vieille ville est rasé pour être reconstruit selon les vues du dictateur. Parmi les édifices détruits, on relève un certain nombre de bâtiments classés, certains bâtiments historiques, notamment des monastères, étant détruits pour « vétusté » après le tremblement de terre de 1977. Une « maison du peuple », deuxième bâtiment administratif au monde par sa superficie après le Pentagone, est ainsi édifié en lieu et place d'un quartier ancien de Bucarest.
Malgré le régime totalitaire, la politique étrangère indépendante vis-à-vis de l'Union soviétique suscite l'intérêt des puissances occidentales. Ceaușescu obtient de nombreux prêts des institutions financières occidentales qui permettent de financer des programmes de développement économique, mais qui déséquilibrent gravement les finances du pays. Dans les années 1980, Ceaușescu ordonne l'exportation d'une grande partie des productions industrielle et agricole, afin de rembourser les dettes du pays. Ce qui n'était jusque-là que des pénuries courantes dans les régimes des pays de l'Est se transforme pour de nombreux Roumains en un combat quotidien pour la survie.

#### Politique démographique
La politique démographique mise en œuvre sous Ceaușescu contribue à aggraver une situation déjà difficile. La diminution de la natalité détermine Ceaușescu à lancer une politique nataliste contraignante, interdisant l'avortement en 1966, par le décret 770. La même année, le décret 779 impose de sévères restrictions aux modalités du divorce. Les couples sans enfant doivent payer un supplément d'impôts. Les médecins sont soumis à de sévères enquêtes en cas de décès d'un fœtus ou d'un enfant de moins de trois ans dans sa famille ou à l'hôpital : en cas de doute sur leur probité ou responsabilité, le verdict de « sabotage » de la politique du Parti est prononcé, la prison ou le camp les attend.
La population augmente de nouveau, mais au prix de l'abandon de milliers d'enfants par leurs familles, incapables de subvenir à leurs besoins. Ces enfants sont placés dans des orphelinats d'État, eux-mêmes soumis d'une part aux pénuries générales, mais aussi à une discipline absurde héritée des préceptes éducatifs du XIXe siècle (avec des heures fixes et des activités obligatoires, mais aussi de longues heures d'oisiveté dans des lits à barreaux), d'où corruption (le lait est si rare que les doses sont volées), épuisement et démotivation des équipes de puéricultrices ; il y sévit une mortalité surélevée en raison du manque chronique de soins et de médicaments. Seuls bénéficient de soins corrects les pensionnaires de quelques établissements privilégiés, adoptables par des couples occidentaux, les taxes servant de sources de devises à l'État.
Le régime (théoriquement exempt de toutes les tares du capitalisme) refuse de reconnaître l'existence de malades du sida au sein de la population roumaine, et il n'y a donc pas de tests de dépistage avant les collectes de sang : l'utilisation, lors de transfusions sanguines faites sur des orphelins, d'aiguilles non stérilisées (faute d'alcool, de gaz, d'eau bouillante) provoque la contamination de nombreux enfants par le virus. Les conséquences de la politique démographique de Ceaușescu n'apparaissent au grand jour qu'après la révolution de 1989, lorsque s'ouvrent les portes des orphelinats roumains aux médias étrangers. Cette situation est évoquée par le film 4 mois, 3 semaines, 2 jours réalisé en 2007 par Cristian Mungiu.

#### Chute du régime et exécution

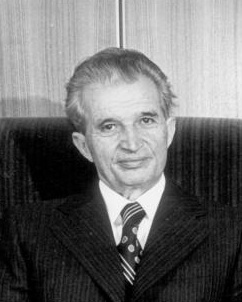
Nicolae Ceaușescu en 1988.

Le régime de Ceaușescu s'effondre après l'ordre donné aux forces armées et à la Securitate d'ouvrir le feu sur les manifestants anti-communistes dans la ville de Timișoara, le 17 décembre 1989. Les manifestations faisaient suite à la tentative d'expulsion, par le régime, du pasteur hongrois László Tőkés. La rébellion se propage à Bucarest le 21 décembre 1989, à l'occasion d'un rassemblement de masse exigé par Ceaușescu pour montrer le soutien populaire au régime. La manifestation, diffusée en direct à la télévision, se transforme en une démonstration de protestation contre le régime : huit minutes après le début du discours du chef de l'État, la foule crie « Timișoara » et Ceaușescu, installé sur le balcon du Comité central (Calea Victoriei), tente de couvrir les huées, lance des promesses irréalistes (salaires multipliés par dix), puis interrompt son discours avec inquiétude alors que la transmission télévisée est coupée.
Le lendemain, le 22 décembre 1989, des manifestants envahissent le bâtiment du Comité central, où le chef de l'État préside une réunion. Les époux Ceaușescu rejoignent un hélicoptère sur le toit du bâtiment pour s'enfuir avec deux conseillers et trois hommes d'équipage dans le but de rejoindre une caserne de province et d'y rallier les forces encore fidèles au régime. Les manifestants s'attaquent ensuite à la chaîne de télévision publique et, à 13 h, parviennent à en prendre le contrôle. Les forces armées fraternisent spontanément avec les insurgés. Selon la version officielle ultérieure, Nicolae et Elena Ceaușescu auraient pris la fuite en hélicoptère en prenant en otage son pilote, menacé avec une arme à feu. À cause du manque de carburant, ce dernier pose l'hélicoptère dans la campagne, à proximité des bâtiments d'une ferme. Se serait ensuivie une fuite erratique du couple présidentiel, au cours de laquelle il aurait notamment été pris en chasse par des citoyens insurgés tentant de les arrêter, avant de parvenir à trouver un répit de courte durée dans une école. Ils auraient finalement été retenus prisonniers pendant plusieurs heures dans une voiture de police (les policiers restant dans l'expectative et écoutant la radio pour connaître l'évolution de la situation) avant d'être livrés aux forces armées.
Le 25 décembre 1989, à l'issue d'une procédure expéditive de 55 minutes jusque-là réservée aux résistants et dissidents opposés au régime, un tribunal réuni ad hoc dans une école de Târgoviște, à 50 km de Bucarest, déclare Nicolae Ceaușescu et Elena Petrescu coupables de génocide et les condamne à mort. Ceaușescu a refusé de répondre à ses juges, déclarant qu'il ne répondrait que devant la Grande Assemblée nationale. Le couple est aussitôt fusillé dans la base militaire de Târgoviște. Trois militaires, dont un parachutiste, Ionel Boyeru, mitraillent à la Kalachnikov Nicolae Ceaușescu qui chante L'Internationale, ainsi que son épouse,,. Le couple émet deux dernières volontés : celle de mourir ensemble et celle que leurs mains ne soient pas entravées. Seul leur premier souhait fut accordé. Les derniers instants du couple sont filmés et ils furent exécutés à 14 h 50,. L'un des quatre parachutistes à avoir accompagné les dictateurs vers le mur précise que les dernières paroles de Nicolas Ceausescu furent : « Mort aux traîtres ! Longue vie à la république socialiste libre et indépendante de Roumanie ! L'histoire me vengera ! » (…) puis il chante un passage de l'Internationale « Debout ! les damnés de la terre ! / Debout ! les forçats de la… » ; il est passé par les armes sans avoir pu finir sa phrase .
Selon Loïc Le Ribault, expert en criminalistique et en police scientifique, les images du couple fusillé démentent la version officielle : l'écoulement sanguin d'Elena révèlerait une rigidité cadavérique, ce qui implique une exécution antérieure de quelques heures au film ; le visage de Nicolae est tuméfié et sa position suggère qu'il a été exécuté à genoux.

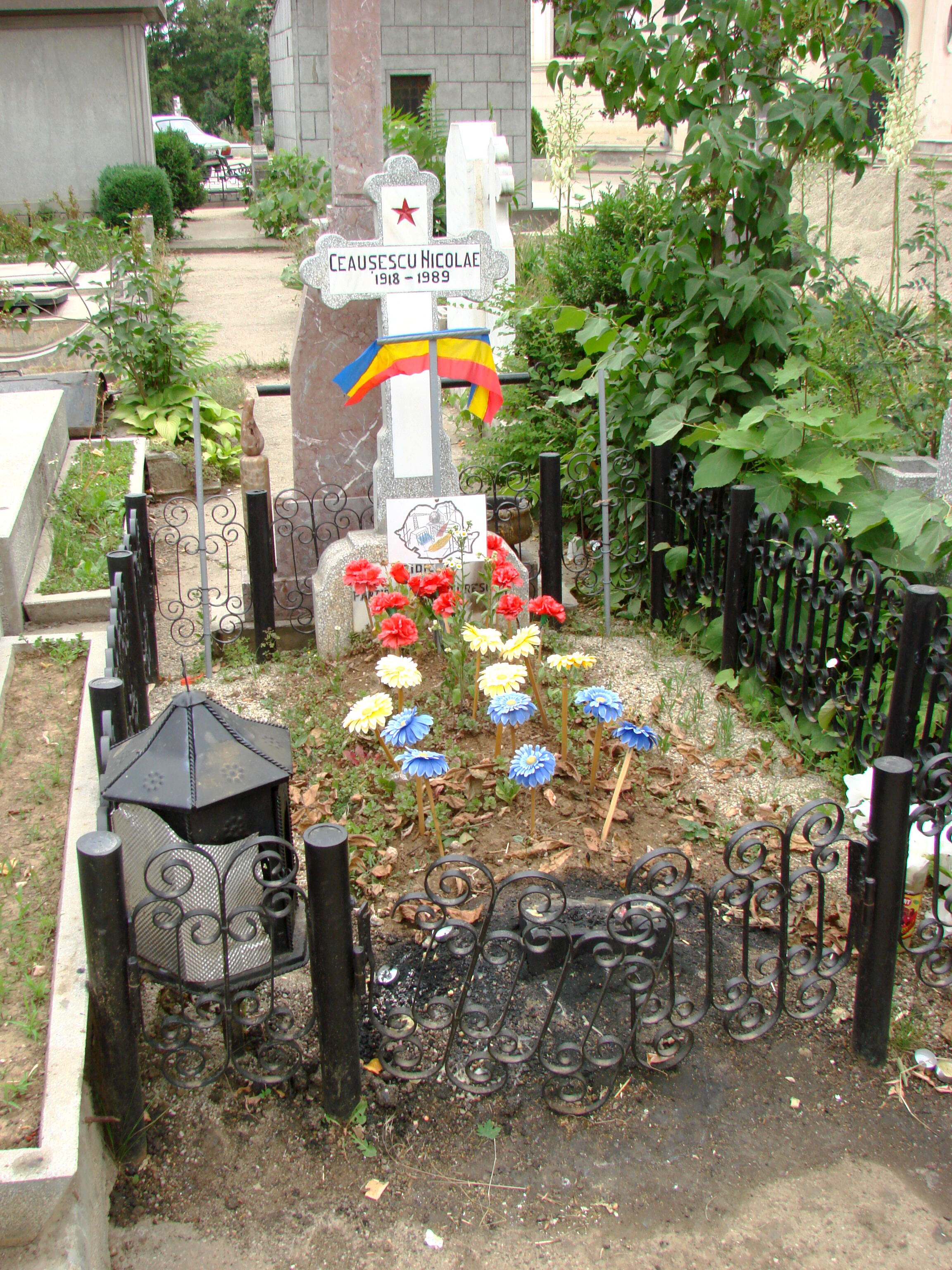
Première tombe de Ceaușescu.

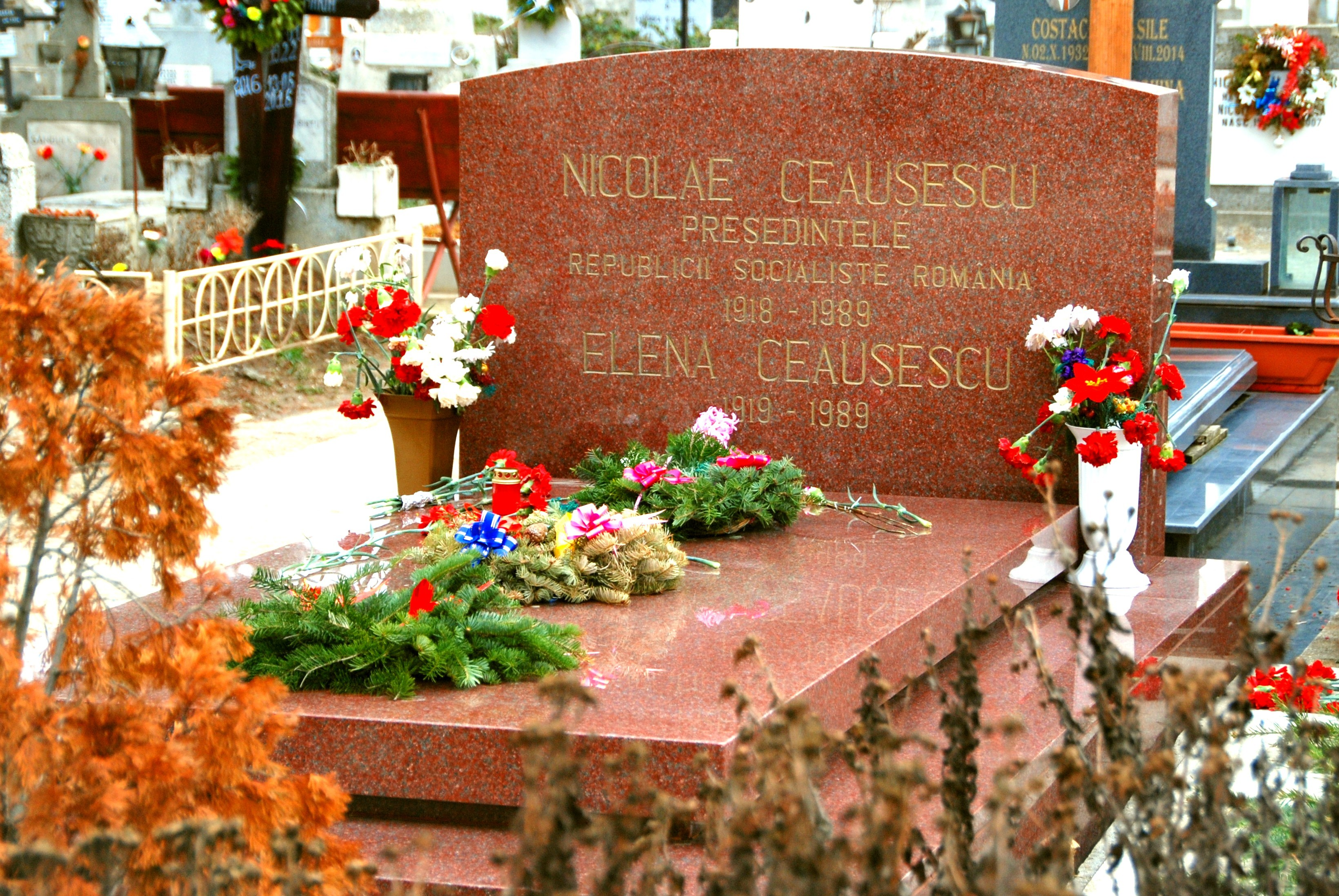
Seconde sépulture de Ceaușescu.

Le soir même, à 23 h, la télévision roumaine libre diffuse des images partielles du déroulement de l'exécution : la descente de Nicolae Ceaușescu d'un véhicule blindé, une rapide visite médicale, des séquences de l'audience puis les images des cadavres du couple Ceaușescu. Tous les plans où apparaissent les membres de la cour sont coupés au montage, justifié par la suite comme étant des mesures de sécurité. En Europe, les images sont relayées par les médias français. Ainsi, le scénario médiatisé ancre dans la mémoire collective le renversement et la fin de règne du couple Ceaușescu dans la population roumaine.

#### Enterrement
Les corps sont enterrés dans le cimetière civil de Ghencea à Bucarest, dans une tombe sans nom. Par la suite, la tombe est identifiée et des fidèles du couple présidentiel passent encore aujourd'hui la fleurir. Plusieurs proches des Ceaușescu, dont leurs propres enfants, ont pourtant toujours douté que le couple ait été enterré à Ghencea. Le 21 juillet 2010, les corps présumés de l'ancien dictateur et de sa femme sont exhumés, à la demande de leur fils Valentin et de leur gendre Mircea Oprean (veuf de Zoia), afin d'effectuer des prélèvements d'ADN pour vérifier leur identité. Les analyses confirment qu'il s'agit bien du corps de Nicolae Ceaușescu.
De tous les pays de l'Est ayant renversé leur régime communiste après la chute du rideau de fer et du mur de Berlin au cours de l'automne et l'hiver 1989-1990, la Roumanie a été le seul où la libération s'est faite dans le sang (plus de 1 000 morts et 3 000 blessés). Plusieurs historiens évoquent l'idée que la révolution n'était qu'un coup d'État déguisé, auquel aurait notamment pris part Ion Iliescu, ancien dignitaire du régime communiste qui deviendra le premier chef de l'État de l'ère post-communiste.
En 2015, une enquête est ouverte pour crimes contre l'humanité contre Ion Iliescu pour avoir participé à la décision d'exécuter le couple Ceaușescu selon une procédure expéditive que le régime communiste de Roumanie réservait à ses opposants. Cette réouverture d'enquête fait suite à la condamnation de la Roumanie par la Cour européenne des droits de l'homme pour enquêtes « lacunaires et déficientes ». En décembre 2018, Iliescu est inculpé dans cette affaire.

## Mémoire du régime Ceaușescu

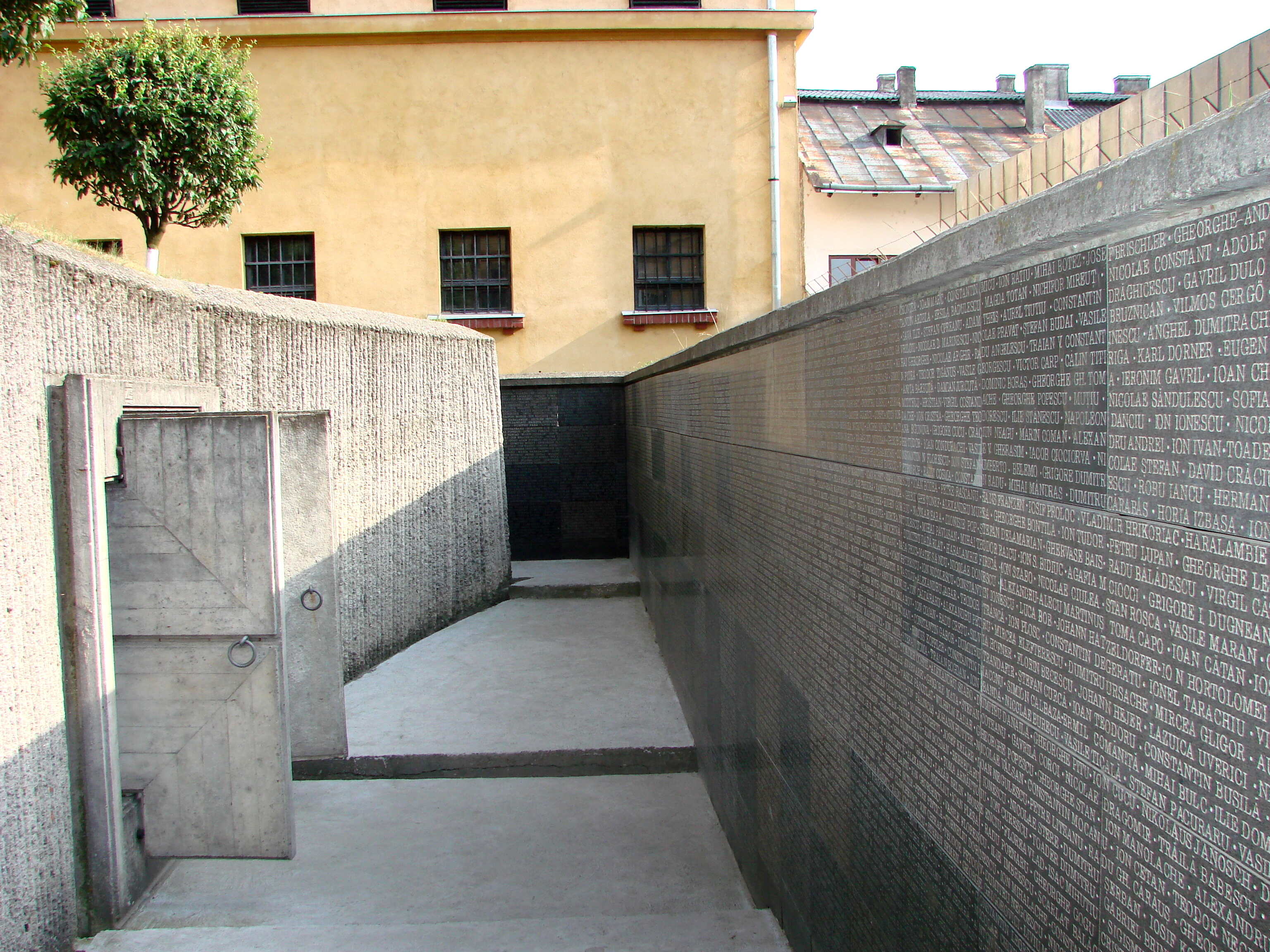
Le mémorial aux deux millions de victimes recensées du communisme en Roumanie, à Sighetu Marmației, dans la même rue que celui des victimes de la Shoah.

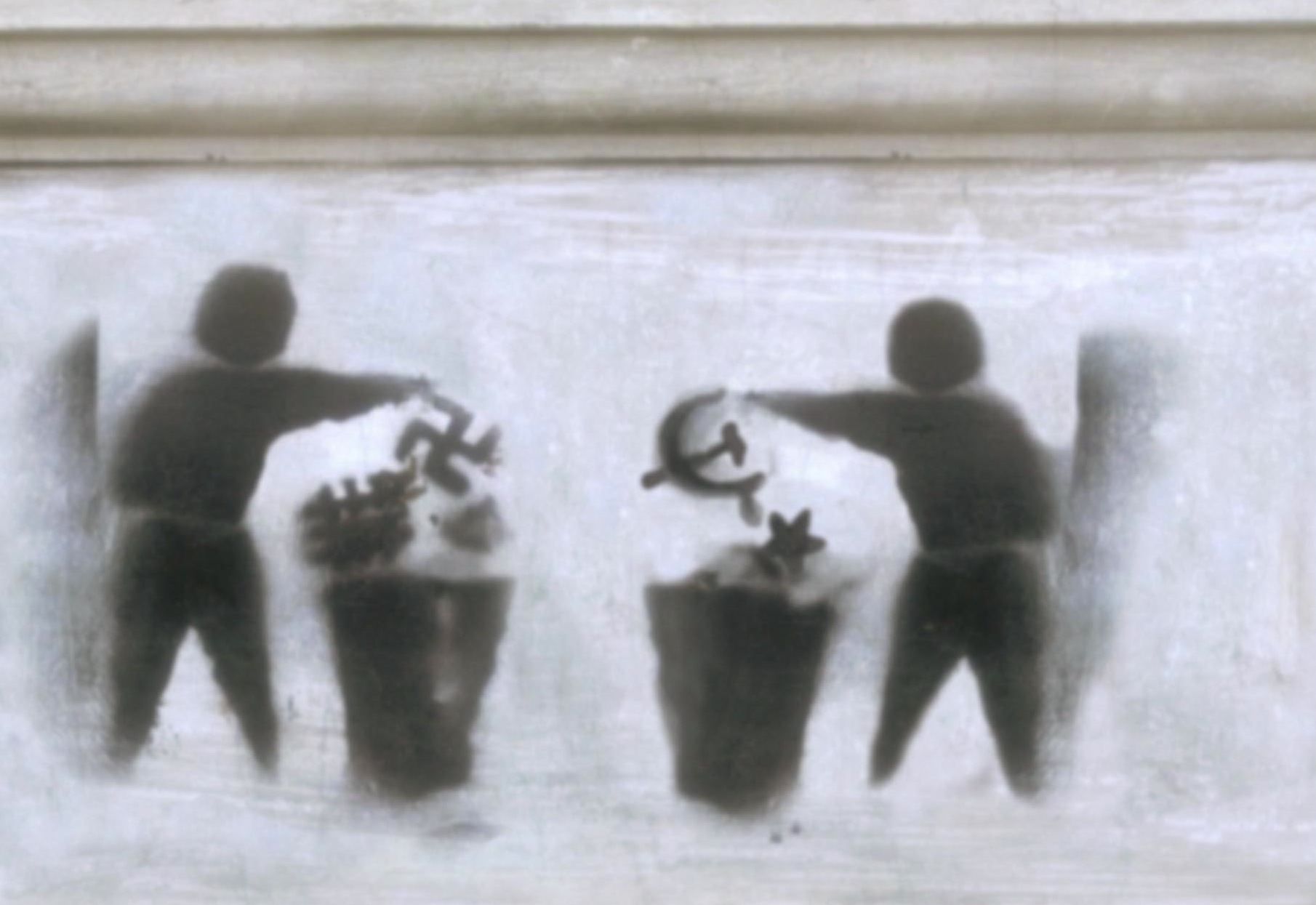
Tag anti-totalitaire sur un mur à Bucarest (2013).

Le devoir de mémoire, qu’il s’agisse des crimes du régime ou de la résistance anti-totalitaire, reste embryonnaire : à l’extrémité septentrionale du pays, à Sighetu Marmației sur la frontière ukrainienne, à l’opposé de Bucarest, un « Mémorial de la Résistance et des victimes du communisme » a bien été fondé en 1993 par d’anciens dissidents, et une Commission historique d’investigation et d’analyse des crimes du régime communiste a été mise en place à Bucarest en 2005 et a rendu ses conclusions en 2007, mais leurs travaux sont peu diffusés et surtout pas enseignés. La répression par la dictature, la pénurie institutionnalisée, les disettes provoquées par les décisions de Ceaușescu, le manque d’énergie et donc de chauffage, le manque de sécurité dans le travail, l’emploi massif des prisonniers pour les travaux dangereux et de grande envergure, et le manque de soins aux plus faibles dû à l’indigence des fournitures médicales et pharmaceutiques sont en grande partie oubliés. À l’exception de quatre personnes (dont le couple Ceaușescu), aucune condamnation n’a frappé les personnes accusées de crimes, dont l’intentionnalité est niée et qui sont présentés comme des « nécessités historiques ».
Plus de trente ans après la chute du régime Ceaușescu, le faible remplacement des élites politiques, souvent issues de la nomenklatura, assure la marginalisation des historiens désireux de travailler sur la mémoire de cette période, ainsi que l’immunité des anciens soutiens du régime, dont la descendance occupe des fonctions politiques et économiques importantes et présente tout ce qui n’a pas été communiste comme « fasciste » : ainsi, contrairement à ce qui s’est passé dans d’autres pays de l’Est, seul un nombre très limité de soutiens, ou même de tortionnaires du régime, ont été poursuivis et encore moins condamnés. Entre 1989 et 2017, seules trois procédures pour crimes contre l’humanité ont été ouvertes, dont deux se sont soldées par des condamnations définitives prononcées en 2016 et en 2017.
Dans ce contexte, la société roumaine conserve de nombreuses traces de la période Ceaușescu : manque de confiance dans les autorités et la loi, fraude fiscale massive, réseaux mafieux, clientélisme, corruption, crainte d’utiliser la liberté d'expression chez certains citoyens.
Lorsque les médias les interrogent, beaucoup de citoyens hésitent toujours à confier leurs sentiments envers l’ancien dictateur[réf. nécessaire]. Les opinions exprimées montrent d’importants clivages, Ceaușescu étant soit éperdument détesté, soit nostalgiquement regretté. Le débat, sensible, est revenu sur le devant de la scène, à la faveur d’une initiative du ministère du Tourisme roumain : réaliser et ouvrir au public un musée consacré au régime Ceaușescu. Il s’agit de l’ancienne caserne de Târgoviște, où le couple a vécu ses derniers jours avant son exécution. À titre d’exemple de ces distorsions mémorielles, selon une émission de France Info de 2019, 52 % des sondés roumains estiment qu’ils vivaient mieux durant la période communiste qu’à présent. La nostalgie du communisme s'exprime particulièrement auprès des citoyens âgés de plus de 40 ans ayant bénéficié d’une bonne situation sous la dictature roumaine et n’ayant pas pu s’adapter à la transition économique qui a suivi. En décembre 2006, soit 16 ans après la chute du régime, la Open Society Foundations avait publié un sondage indiquant que les Roumains considèrent le communisme réel que le pays a connu comme :
- 12 % : une bonne idée aux conséquences globalement positives ;
- 41 % : une bonne idée mal appliquée aux conséquences globalement négatives ;
- 34 % : une mauvaise idée aux mauvaises conséquences ;
- 13 % : autre chose ou ne sait pas.

L'Université de Bucarest a révoqué le doctorat honoris causa qu'elle avait conféré à Ceaușescu de son vivant, en raison du « rôle négatif qu'il a joué dans l'évolution de la Roumanie ».
En 2025, 66,2 % des Roumains pensent que Nicolae Ceaușescu était un bon dirigeant et 24,1 % expriment une opinion négative selon un sondage réalisé par INSCOP Research et l’Institut d’investigation des crimes du communisme. Par ailleurs, 55,8 % de la population estiment que le régime communiste constituait une « bonne chose » pour la Roumanie, tandis que 34,5 % sont en désaccord avec cette idée.